# Гарсия, Рауль Антонио
Рауль Антонио Гарсия Эррера (исп. Raúl Antonio García Herrera; 13 сентября 1962, Сан-Мигель — 11 января 2018) — сальвадорский футболист, вратарь, футбольный тренер. Выступал за сборную Сальвадора.

## Биография
Воспитанник клубов «Институто Текнико Рикальдоне» и «УЭС», в последнем начал взрослую карьеру. Большую часть профессиональной карьеры провёл в составе клуба «Агила», выступал за него в течение 13-ти сезонов. Со своей командой стал двукратным чемпионом Сальвадора (1988, 1999).
В национальную сборную Сальвадора вызывался с середины 1980-х годов. В 1988 году провёл три матча, затем несколько лет не выступал за сборную. В 1992—1997 годах был основным вратарём сборной, в том числе принимал участие в финальных турнирах Кубка наций Центральной Америки (1993 и 1995) и Золотом Кубке КОНКАКАФ 1996. Последний матч за сборную провёл 16 ноября 1997 года против команды США.
Всего в составе сборной Сальвадора сыграл не менее 37 матчей, в том числе 18 игр отборочных турниров чемпионата мира.
В 2007—2008 годах тренировал клуб второго дивизиона «Эстудиантес» (Сан-Сальвадор), команда провела только один сезон на профессиональном уровне и была расформирована. В 2009—2010 годах работал тренером вратарей в юношеской сборной Сальвадора, затем — в молодёжной сборной.
В последние годы жизни страдал от рака, лечился в Испании и США. Скончался 11 января 2018 года в возрасте 55 лет.